# GIRL'S HORIZON
GIRL'S HORIZON（ガールズ・ホライズン）は、日本のアイドルグループ。「歌って踊って学ぶアイドル」をコンセプトに、中高生5人組で結成された。略称はガルホラで、2016年に活動を始めて2021年3月に解散した。
プロデューサーはnao (I WiSH) で、レーベルはAOHARU RECORDSである。

## 来歴
2016年5月4日に『アイドルグランプリ＠肉フェス』でプレデビューし、6月12日に渋谷O-Crestでデビューライブ『アイドル放課後プロジェクト特別編』を開催。7月30日にららぽーと豊洲で初の野外公演を行い、8月16日に1作目のCD『1st demo』を発売。10月9日にDESEO miniで初の単独公演を開催した。12月3日に兼務メンバー3名を迎えて新体制。
2017年10月9日に日本工学院八王子専門学校の学園祭ライブに出演し、自身初の学園祭ライブを行った。
2018年6月20日に1stミニ・アルバム『ソ・ラ・タ・カ・ク』を発売。9月9日に当時の体制でのラストライブを行い、9月23日に「GIRL'S HORIZON 2nd」として新体制で活動を再開することを発表し、10月7日に渋谷DESEOOで新体制での初のライブを開催した。
2019年7月17日に2ndミニ・アルバム『愛なんて語れないのに、』を発売し、TOWER mini ダイバーシティ東京プラザ店総合チャートで第5位を獲得を獲得した。同月20日に渋谷CRAWLで『GIRL'S HORIZON 3rd Anniversary ONEMAN〜最高の瞬間は150ピースで完成する〜』を開催した。
2020年5月20日にLINE MUSIC、Apple Music、Spotify、Amazon Musicなどの音楽配信サイトで、ミニ・アルバム『ソ・ラ・タ・カ・ク』と『愛なんて語れないのに、』のサブスクリプション配信が開始された。
2021年3月28日をもってメンバー全員が卒業。
2021年11月9日、公式Twitteにてメンバー総入れ替えのうえでの再始動を発表。新グループ名は「EMOJAPONICA」（エモジャポニカ）。

## メンバー
| 名前                            | 誕生日                 | カラー   | 備考                                                                                                  |
| ------------------------------- | ---------------------- | -------- | --- |
| 浜本侑衣 （はまもと うい）      | 2001年2月22日（24歳）  | 赤       | リーダー、振り付け担当 初期グループ解散と共に芸能界を一旦引退 2022年11月より新グループ「neOen」で活動 |
| 岩政 はるか （いわまさ はるか） | 1999年2月28日（26歳）  | オレンジ | ガルホラYouTube担当 2021年6月から「米田春佳」に改名 2022年11月より新グループ「neOen」で活動           |
| 甲田 彩夏 （こうだ あやか）     | 10月5日                | ピンク   | 2022年3月から「ステラリオン」に所属                                                                   |
| 小田切 久結 （おだぎり くゆう） | 2002年10月10日（22歳） | 紫       | 最年少メンバー、元キッズモデル 2022年5月よりGirls Uprightの「夢愛くぅ」となる                         |
| 折原 永空 （おりはら そら）     | 2001年9月23日（23歳）  | 黄色     | |

| 名前                            | 誕生日   | 在籍期間                      | 備考                                                                  |
| ------------------------------- | -------- | ----------------------------- | --------------------------------------------------------------------- |
| 大平 紗衣 （おおだいら さえ）   | 6月12日  | 2016年5月4日 - 2019年9月29日  | 2016年12月5日から2017年2月18日まで大学受験のため活動休止              |
| 三浦 萌夏 （みうら もえか）     | 7月1日   | 2016年5月4日 - 2018年9月9日   | CHEERSイベント「TOKYO IDOL NET」で1位を獲得                           |
| 岬 姫花 （みさき ひめか）       | 11月27日 | 2016年5月4日 - 2018年9月9日   | 2022年11月より新グループ「neOen」で活動                               |
| 日暮 梨花 （ひぐらし りか）     | 1月31日  | 2016年5月4日 - 2016年7月3日   |                                                                       |
| 大澤 麗妃 （おおさわ りひ）     | 12月19日 | 2017年10月1日- 2018年9月9日   |                                                                       |
| 片岡 かずさ （かたおか かずさ） | 3月3日   | 2016年12月3日 - 2017年10月1日 | delaとの兼務メンバー                                                  |
| 遠矢 るい （とおや るい）       | 9月24日  | 2016年12月3日₋2017年10月1日   | 演歌女子ルピナス組（現・民族ハッピー組）との兼務メンバー              |
| 小熊 あやか （おぐま あやか）   | 4月2日   | 2016年12月3日₋2017年5月27日   | CAMOUFLAGEとの兼務メンバー                                            |
| 小泉 里紗 （こいずみ りさ）     | 12月28日 | 2017年4月29日-2018年5月13日   | 演歌女子ルピナス組（現・民族ハッピー組）との兼務メンバー              |
| 結城 澪 （ゆうき れん）         | 11月22日 | 2019年3月15日₋2020年8月9日    |                                                                       |
| 高山 さやか （たかやま さやか） | 4月16日  | 2018年9月23日-2020年11月1日   | 在籍時のイメージカラーは緑、team Cinderella 9期生、ガルホラお笑い担当 |

## ディスコグラフィ
| タイトル                                                       | 発売日         | レーベル       | 収録曲 |
| -------------------------------------------------------------- | -------------- | -------------- | --- |
| 1st demo                                                       | 2016年8月16日  |                | 1. ゼロスタート 2. 春はバンバン 3. 結婚前提 |
| SECOND DEMO                                                    | 2016年11月19日 |                | 1. 事件だ保健室 2. 日直フォーエバー 3. 青春のある場所 |
| 3rd DEMO                                                       | 2017年3月25日  |                | 1. スーパースピードボール 2. 単独 |
| #enkagirlshorizon （GIRL'S HORIZON & ENKA GIRLS RUPINUS CLAS） | 2017年5月27日  |                | 1. 世界同時多発キッス - GIRL'S HORIZON 2. 世界同時多発キッス - 演歌女子ルピナス組 3. 恋する水戸 - GIRL'S HORIZON 4. 恋する水戸 - 演歌女子ルピナス組 5. カーネーション - GIRL’S HORIZON 6. カーネーション - 演歌女子ルピナス組 |
| サマーデモ2017                                                 | 2017年8月12日  |                | 1. end of summer 2. 浴衣のディスティニー 3. 夏のシンフォニー |
| ソ・ラ・タ・カ・ク                                             | 2018年6月20日  | AOHARU RECORDS | 1. 事件だ保健室 2. GO BACK! 3. 梅雨どき!レインボー 4. 結婚前提 5. 世界同時多発キッス 6. 最後の夏服 |
| 好きでたまらない                                               | [ 注釈 1 ]     |                | 1. 好きでたまらない |
| 家出少女になりたい                                             | [ 注釈 2 ]     |                | 1. 家出少女になりたい |
| 誕生日のバビバ                                                 | [ 注釈 3 ]     |                | 1. 誕生日のバビバ |
| 愛なんて語れないのに、                                         | 2019年7月17日  | AOHARU RECORDS | 1. 好きでたまらない 2. 誕生日のバビバ 3. 家出少女になりたい 4. スーパースピードボール 5. ゼロスタート |